# تحصیل پندی گهیب
تحصیل پندی گهیب (به انگلیسی: Pindi Gheb Tehsil) یک تحصیل در پاکستان است که در پنجاب واقع شده‌است.